# Villy-Bongo
Ne doit pas être confondu avec Villy (Pouni).
Villy-Bongo est une commune rurale située dans le département de Pouni de la province de Sanguié dans la région du Centre-Ouest au Burkina Faso.

## Géographie
La commune est traversée par la route nationale 1.

## Éducation et santé
Le centre de soins le plus proche de Villy-Bongo est le centre de santé et de promotion sociale (CSPS) de Pouni tandis que le centre médical avec antenne chirurgicale (CMA) se trouve à Réo.